# Rudi Smidts
Rudolf „Rudi“ Smidts (* 12. August 1963 in Deurne) ist ein ehemaliger belgischer Fußballspieler und -trainer.

## Spielerkarriere

### Verein
Smidts begann seine Karriere 1974 in der Jugend von Royal Antwerpen. Dort rückte er 1984 in die erste Mannschaft auf und wurde als Linksverteidiger auf Anhieb Stammspieler. Mit Royal gewann er als Mannschaftskapitän 1992 den belgischen Pokal und stand mit dem Klub im Finale des Europapokals der Pokalsieger 1993. Dort unterlagen die Belgier dem AC Parma im Londoner Wembley-Stadion mit 1:3.
Mit 34 Jahren wechselte er 1997 für eine Saison zu Sporting Charleroi. 1998 kehrte Smidts nach Antwerpen zurück und schloss sich Germinal Ekeren an. Ein Jahr später fusionierte Ekeren mit VAV Beerschot. Der Fusionsclub erhielt den Namen Germinal Beerschot Antwerpen.
Der mittlerweile 37-jährige Smidts wechselte nach zwei Spielzeiten bei Germinal zum KV Mechelen. Der Verein steckte in finanziellen Schwierigkeiten und stieg 2001 in die zweite Liga ab. Smidts blieb in Mechelen und führte den Klub nach einer Saison zurück in die höchste Spielklasse. Anschließend beendete er seine Karriere als Fußballprofi.
Smidts spielte danach noch einige Jahre für die unterklassigen Vereine KFC Schoten SK, den er gleichzeitig trainierte, und KVC Itna Itterbeek.

### Nationalmannschaft
Smidts debütierte erst mit 29 Jahren in der Nationalmannschaft, für die er insgesamt 33 Länderspiele bestritt. Seinen einzigen Treffer erzielte er im Qualifikationsspiel zur Fußball-Weltmeisterschaft 1994, als er am 14. Oktober 1992 im Spiel gegen Rumänien das Tor zum 1:0-Sieg schoss.
Bei der Fußball-Weltmeisterschaft 1994 in den USA stand Smidts im belgischen Aufgebot und kam in allen vier Spielen der Belgier während dieses Turniers zum Einsatz.

## Trainerkarriere
Nach seiner Funktion als Spielertrainer beim  KFC Schoten SK arbeitete Smidts als Co-Trainer von Eric Viscaal beim Viertligisten Dilbeek Sport.

## Erfolge
- Belgischer Fußballpokal: 199192
- Europapokal der Pokalsieger: Finalist 1992/93